# فرانك بي. كولتون
فرانك بي. كولتون (بالإنجليزية: Frank B. Colton)‏ هو كيميائي أمريكي، ولد في 3 مارس 1923، وتوفي في 25 نوفمبر 2003.